# Fadeur

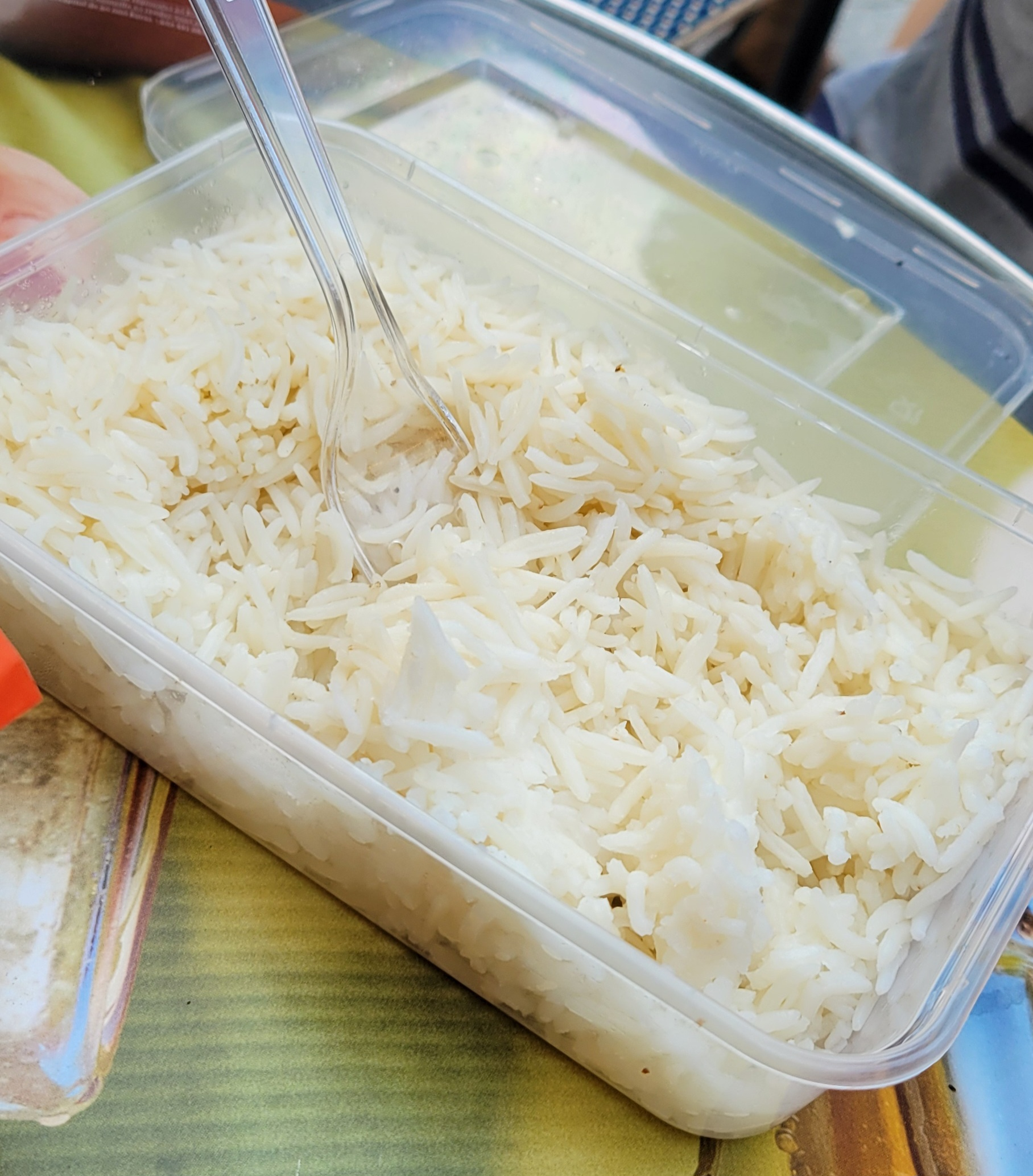
Le riz blanc est fade mais ne dégoûte pas.

Au sens propre, la fadeur ou le fade caractérise une chose manquant de saveur (insipide) et procurant une sensation gustative faible et décevante. Ce type de goût peut être une catégorie esthétique, si l'on considère la cuisine comme un art.
Par analogie, la fadeur est une caractérisation qui désigne une chose qui, sans manquer de beauté, ne titille pas, est monotone, proche de la banalité, manque de force ou contraste.
Dans les arts plastiques, les couleurs fades sont ternes et pâles, dans une composition manquant de contraste. Dans les arts du spectacle et le théâtre, une interprétation fade désigne une interprétation inconsistante, manquant d'intensité émotionnelle.
En Occident, la fadeur est un terme dépréciatif. Quand on veut louer un ouvrage qui a les mêmes caractéristiques matérielles, on dit qu'il est subtil. Dans la pensée traditionnelle chinoise la fadeur est une qualité positive.

## Étymologie
Dérivé de fade. Ancien français, XIIIe fadur de cuer « dégoût » selon Littré.